# Messor sanctus
Messor sanctus är en myrart som beskrevs av Carlo Emery 1921. Messor sanctus ingår i släktet Messor och familjen myror. Inga underarter finns listade i Catalogue of Life.